# Olivina
Es coneix com a olivina un grup de minerals intermedis de la sèrie de solució sòlida que es forma entre la forsterita (Mg₂SiO₄) i la faialita (Fe₂SiO₄). Es tracta d'uns nesosilicats de ferro i magnesi corrents de les roques eruptives bàsiques. Es troba típicament a les roques plutòniques, com ara les peridotites, i a les roques volcàniques. El seu nom deriva del llatí oliva, que, com en català, significa oliva, en al·lusió al color del mineral.

## Característiques

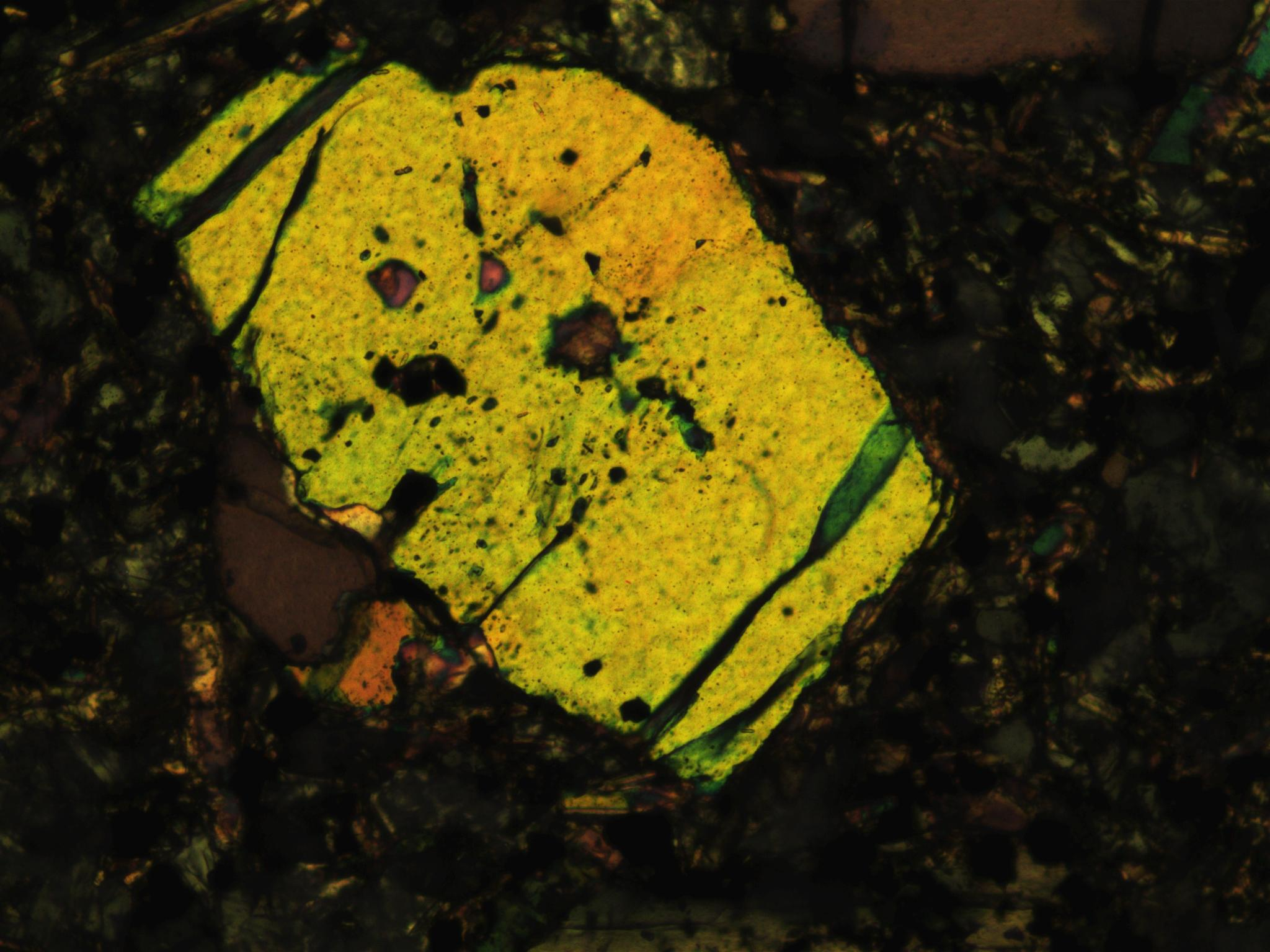
Olivina vista amb el microscopi petrogràfic.

L'olivina és un nesosilicat o ortosilicat, és a dir, un mineral del grup de silicats caracteritzat pel fet de tenir una estructura en la qual els tetràedres de (SiO)4- són disposats individualment i només van lligats entre ells per cations. Els nesosilicats són densos i durs.
Les propietats físiques de l'olivina depenen, en gran part, de la seva composició química. Les olivines ferríferes són fusibles al bufador, mentre que les magnèsiques són infusibles. La fórmula química de l'olivina és: (Mg,Fe2+)₂SiO₄. Cristal·litza en el sistema ortoròmbic i la seva duresa és de 6,5 a 7 en l'escala de Mohs. Els cristalls solen ser prismàtics o tabulars gruixuts; això no obstant, generalment es troben formant macles pseudohexagonals de cristalls microscòpics, de manera que formen masses de fractura irregular. El seu color característic és verd brillant (encara que de vegades pot ser gris, groc o vermell). Té una lluentor semblant a la d'un vidre i fractura concoidal.
L'olivina no és, de fet, un sol mineral, sinó que constitueix tota una sèrie, els termes extrems de la qual són la forsterita (Mg₂SiO₄) i la faialita (Fe₂SiO₄). L'olivina presenta un clar exemple d'isomorfisme, a causa del fet que els minerals que la constitueixen tenen una estructura cristal·lina idèntica. L'olivina s'altera amb força facilitat, tant per l'acció de solucions aquoses calentes com per l'acció de solucions riques en diòxid de carboni. L'alteració més freqüent dona lloc a la serpentina, i arriba fins i tot a una pseudomorfosis.

## Formació i jaciments
L'olivina és un mineral d'origen magmàtic. És el constituent essencial de moltes roques pobres en silici o que n'estan faltades, és característica de les roques peridotites (roques molt bàsiques) i està present en els basalts. Com a mineral d'origen metamòrfic, aquesta roca es pot trobar en pissarres cristal·lines, d'origen bastant profund. Cal esmentar que l'olivina s'ha trobat en petits fragments dins de diversos meteorits.
Es troba olivina a les laves de San Giovanni, al mar Roig (Egipte), a Noruega, Bohèmia, Moràvia, Eifel (Alemanya), Arizona (Estats Units), Birmània i a les laves del Vesuvi. A Espanya és abundant als basalts de Girona, Sóller (Mallorca occidental), Ciudad Real i a Serranía de Ronda (Andalusia).

### Fora de la Terra
S'ha trobat olivina rica en magnesi en meteorits, a la Lluna, al planeta Mart, a la pols del cometa Wild 2 i al nucli del cometa Tempel 1 1, així com a l'asteroide Itokawa 25143. Aquests meteorits inclouen condrites, col·leccions de restes d'un primitiu sistema solar, i pallasites, una barreja de ferro-níquel i olivina.

## Història i usos

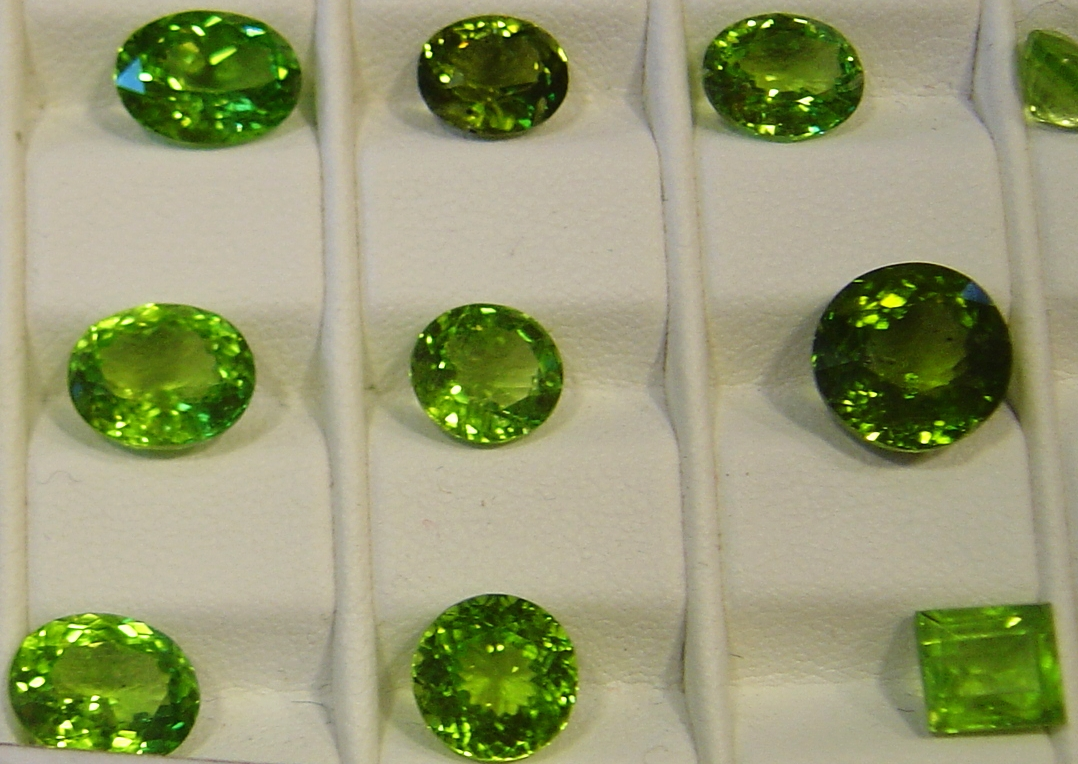
Olivina tallada i polida

Els croats van portar la peridotita a Europa, i a l'edat mitjana va ser molt utilitzada amb fins eclesiàstics. A l'època barroca va ser la pedra preferida.
Si la roca conté molta olivina i poc ferro, es fa servir per fabricar-hi materials refractaris o per extreure'n magnesi. Les varietats transparents de l'olivina són buscades com a gemmes de gran valor. El crisòtil és un tipus d'olivina apreciat en el camp de la joieria.

## Grup de l'olivina

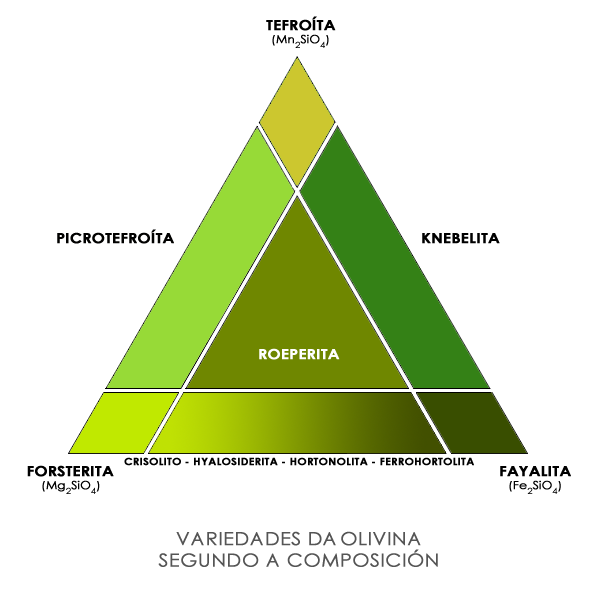
Sèrie entre la faialita, la forsterita i la tefroïta.

S'anomena grup de l'olivina a un grup d'ortosilicats simples, amb fórmula genèrica M ₂SiO₄, on M pot ser Ca, Fe, Mn, Ni o Mg. Tots aquests cations es substitueixen mútuament dins la xarxa cristal·lina formant sèries isomorfes. La gran dimensió dels radis iònics d'alguns elements condiciona la formació de compostos dobles. Les propietats físiques i òptiques d'aquests minerals varien en funció de la seva composició química; així, per exemple, les varietats pobres en FeO (<13%) són biàxiques positives, mentre que les que en són riques són negatives.
Aquest grup està format per les següents espècies minerals:
| Espècie        | Fórmula       |
| -------------- | ------------- |
| Calcio-olivina | Ca₂SiO₄       |
| Faialita       | Fe2+₂SiO₄     |
| Forsterita     | Mg₂SiO₄       |
| Glaucocroïta   | CaMn2+₂SiO₄   |
| Kirschsteinita | CaFe2+₂SiO₄   |
| Laihunita      | Fe2+Fe3+₂SiO₄ |

| Espècie       | Fórmula           |
| ------------- | ----------------- |
| Liebenbergita | (Ni,Mg)₂SiO₄      |
| Monticel·lita | CaMgSiO₄          |
| Olivina       | (Mg,Fe2+)₂SiO₄    |
| Roepperita    | (Fe2+₂,Mn,Zn)SiO₄ |
| Tefroïta      | Mn2+₂SiO₄         |

L'olivina és l'equivalent als minerals de la sèrie que es forma entre la faialita i la forsterita. Normalment es tracta de forsterita amb un major o menor contingut de ferro. També es formen altres sèries de solució sòlida a dins del grup, com les que es donen entre la tefroïta i els altres dos termes extrems. Les espècies càlciques, com la monticel·lita i la kirscheinita, són força rares.